# Heavy Metal World
Heavy Metal World – album zespołu TSA wydany w 1984 roku nakładem Poltonu.
Wydawnictwo zajęło 10. miejsce w plebiscycie „najlepsza płyta w historii polskiego metalu” przeprowadzonym przez czasopismo „Machina”.

## Lista utworów
Strona A
1. „Kocica” (M. Piekarczyk, A. Nowak, J. Rzehak, M. Piekarczyk) – 5:00
2. „Ty, on, ja” (S. Machel, M. Piekarczyk, M. Kapłon, S. A. Pacula) – 3:27
3. „Biała śmierć” (M. Piekarczyk, J. Niekrasz, J. Rzehak) – 3:57
4. „Alien” (M. Piekarczyk, A. Nowak, J. Rzehak) – 5:19

Strona B
1. „Maratończyk” (TSA, J. Rzehak, M. Piekarczyk) – 4:16
2. „Koszmarny sen” (S. Machel, M. Piekarczyk, J. Rzehak, M. Piekarczyk) – 3:13
3. „Piosełka” (J. Niekrasz, J. Rzehak, M. Piekarczyk) – 2:29
4. „Heavy Metal świat” (S. Machel, J. Rzehak, M. Piekarczyk)[10] – 4:51
5. „TSA pod Tatrami” (M. Piekarczyk, J. Niekrasz, M. Piekarczyk) – 1:03

## Twórcy
- Marek Kapłon – perkusja
- Stefan Machel – gitara
- Marek Piekarczyk – wokal
- Andrzej Nowak – gitara
- Janusz Niekrasz – gitara basowa
- Jacek Mastykarz – realizacja
- Ryszard Piekarczyk – projekt graficzny
- Mirosław Stępniak – zdjęcia
- Wojciech Siwiecki, Alek Galas – asystent

## Pozycje na listach
| Lista | Kraj   | Pozycja |
| ----- | ------ | ------- |
| OLiS  | Polska | 7       |